# Кузьменко Олександр Васильович
Олекса́ндр Васи́льович Кузьме́нко (1978—2023) — військовослужбовець Збройних сил України, учасник російсько-української війни. Кавалер ордена «За мужність» III ступеня (посмертно, 2023).

## Життєпис
Народився 30 серпня 1978 в селі Тиниця. Закінчив місцеву школу, а після неї — Куликівське професійно-технічне училище, де здобув професію електрогазозварника. У мирному житті працював електрозварювальником у ПАТ «ЧЕРНІГІВ ВТОРЧЕРМЕТ». Також працював у службі охорони в Києві.
З вересня 2022 року був на посаді розвідника-сапера у складі одного з підрозділів військової частини А4056, звання — солдат.

## Загибель
Загинув, виконуючи бойове завдання на Вугледарському напрямку на Донеччині. 25 квітня похований у рідному селі на місцевому кладовищі. Нагороджений орденом «За мужність» III ступеня (посмертно).